# Nationalpark-Zentrum Königsstuhl
Koordinaten: 54° 34′ 24″ N, 13° 39′ 36″ O
Das Nationalpark-Zentrum Königsstuhl ist das Besucherzentrum des Nationalparks Jasmund auf der Insel Rügen. Es wurde 2004 eröffnet. Seine Aufgabe ist es, Informationen über den Nationalpark zu vermitteln und die Eigenart und Schönheit der Natur für die Besucher erlebbar zu machen, ohne die Ökologie des Nationalparks wesentlich zu schädigen.
Das Zentrum bietet eine Erlebnisausstellung, ein Multivisionskino und weitere Angebote und Veranstaltungen im Außengelände. Namensgeber ist der nahe gelegene Kreidefelsen Königsstuhl.
Betreiber des Zentrums ist die Nationalpark-Zentrum Königsstuhl Sassnitz gGmbH, deren Gesellschafter die Umweltstiftung WWF Deutschland und die Stadt Sassnitz sind.
Im Zeitraum von der Eröffnung im März 2004 bis Juli 2015 sahen über 3 Millionen Besucher die Ausstellung.

## Geschichte und Entstehung des Zentrums
Aufgrund der Faszination durch die imposanten Kreidefelsen bestand schon im 19. Jahrhundert Bedarf an einigen Annehmlichkeiten an dieser markanten Stelle. Im Jahre 1835 erbaute man daher unter Leitung von Karl Friedrich Schinkel einen Gasthof aus Holz im Schweizer Stil. Nachdem dieses Gebäude mehrmals niederbrannte und wieder aufgebaut wurde, entschloss man sich 1893, ein Hotel aus Stein zu errichten. Dieses erhaltene Gebäude ist für die Ausstellung des Nationalpark-Zentrums umfunktioniert worden. Um 1900 diente es als Gasthof und als Poststation. Im Zweiten Weltkrieg um 1943 diente es als Lazarett. Später besetzte es die Rote Armee. Auch die DDR-Grenztruppen (Grenzbrigade Küste) nutzten diese Gebäude später als Kasernen. Es wurden noch weitere Bunker und ein Wachturm auf dem Gelände errichtet.
1990 beschloss der Ministerrat der DDR, dieses Gebiet als Nationalpark zu deklarieren. Bis 1999 lag das Gelände brach und die Gebäude verfielen zusehends. Im Jahr 2000 wurden der Wachturm und die Kasernen (bis auf eine) abgerissen. Da nicht ein weiterer Gasthof für Touristen errichtet werden sollte, gründeten der WWF Deutschland, das Land Mecklenburg-Vorpommern und die Stadt Sassnitz die Stubnitzhaus Sassnitz gGmbH. Es wurde ein Projekt ins Leben gerufen, um ein Naturinformationszentrum zu errichten. Im März 2004 wurde das heutige Nationalpark-Zentrum Königsstuhl eröffnet.

## Zielsetzung
Das Nationalparkamt Vorpommern ist zuständig für den Nationalpark Jasmund. Die Mitarbeiter des Nationalparkamtes agieren zum Schutz der natürlichen Region. Sie kümmern sich um Besuchereinrichtungen (Wege, Treppen etc.) und deren Verkehrssicherheit, sowie um Umweltbildungsprojekte.
Das Nationalpark-Zentrum Königsstuhl soll im Gegensatz dazu die Eigenart und Schönheit der Natur für die Besucher unmittelbar erlebbar machen und Wissenswertes über den Nationalpark vermitteln.
Hier wird ein Kompromiss mit dem Nationalpark-Gedanken eingegangen. Denn die Natur soll sich ohne menschliche Einflüsse nach ihren eigenen Gesetzen entwickeln können, Eingriffe und Beeinflussungen sollen möglichst minimiert werden. Mithilfe des Nationalpark-Zentrums kann es Besuchern jedoch ermöglicht werden, aktiv die Natur zu erleben und stille Erholung zu genießen, ohne dass die Natur Schaden nimmt.
Das Zentrum verfolgt ein einheitliches Konzept des Umweltschutzes. Der Umweltschutz soll nicht nur Teil der Einstellung aller Mitarbeiter sein, sondern alle Bereiche des Zentrums einbeziehen wie beispielsweise die verwendeten Baumaterialien, den Betrieb des Restaurants und das im Büro oder für Printmedien verwendete Papier.

## Angebote für Besucher

### Aussichtsplattform Königsstuhl

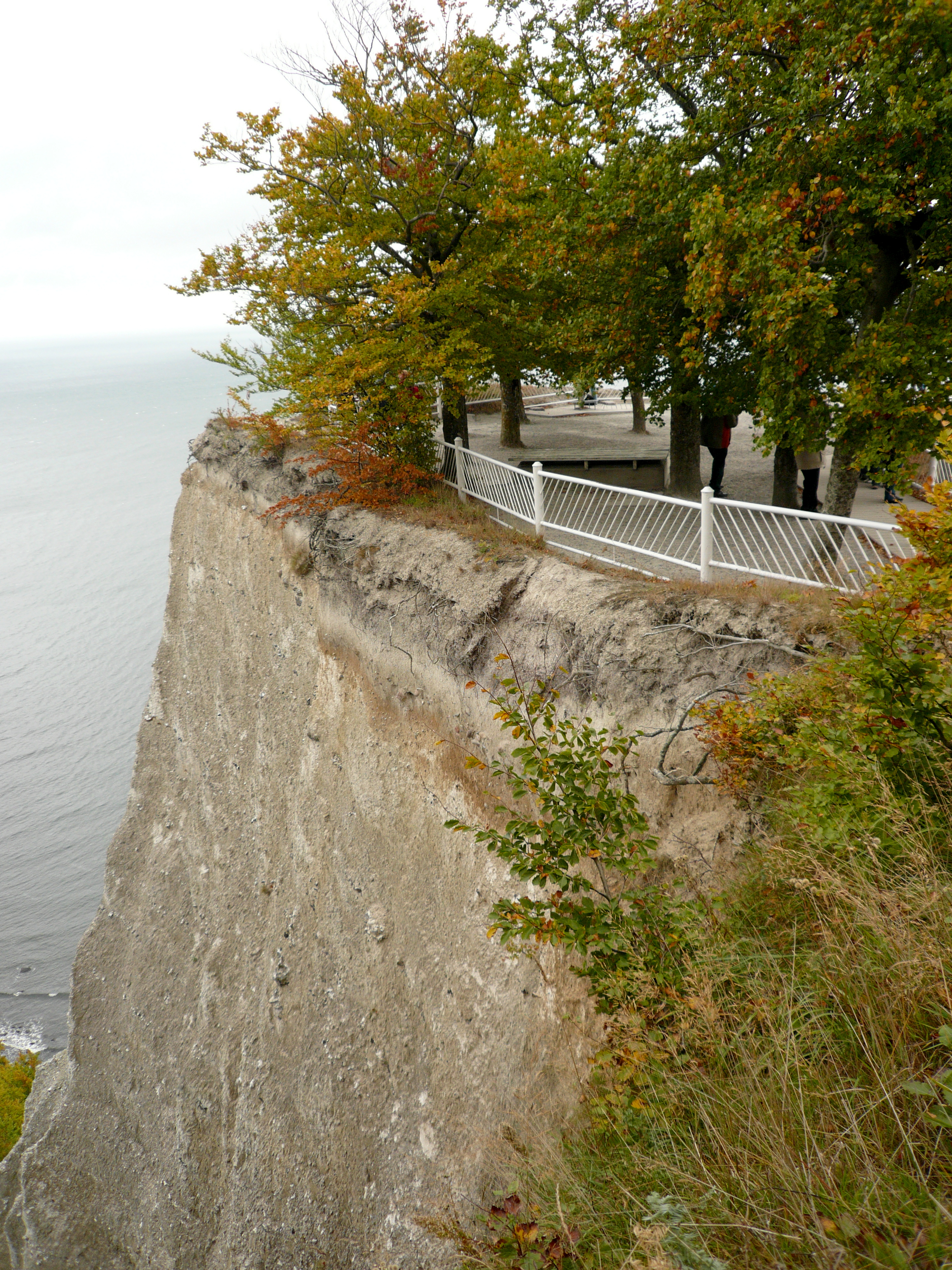
Die Aussichtsplattform auf dem Königsstuhl

Innerhalb des Geländes des Nationalpark-Zentrums befindet sich der Königsstuhl, einer der imposantesten Felsen an Rügens Kreideküste. Hier gibt es eine Aussichtsplattform, die über wenige Stufen erreichbar ist. Unter dieser Plattform liegt ein denkmalgeschütztes Hünengrab.

### Skywalk Königsstuhl

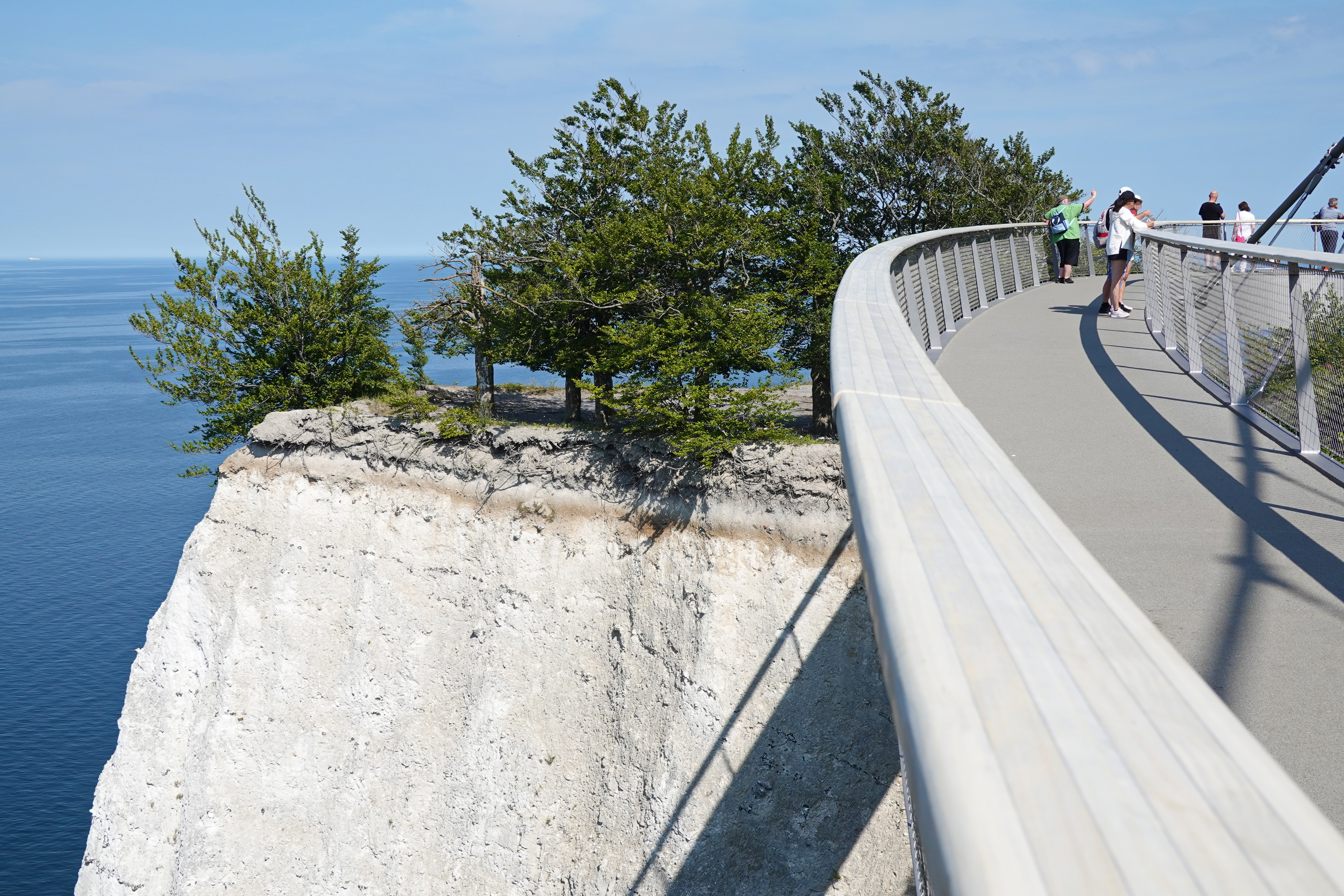
Skywalk Königsstuhl

Am 22. April 2023 wurde der Skywalk Königsstuhl als neue Aussichtsplattform auf dem Königsstuhl bei den Kreidefelsen Rügen eröffnet. Da die bisherige Aussichtsplattform unter den Besuchermassen litt, wurde der Skywalk freischwebend errichtet und soll das poröse Kreidegestein entlasten. Er ragt 118 Meter über der Ostsee und ist 90 Meter lang, 19 Meter breit und für Fußgänger, Kinderwagen und Rollstuhl zugänglich.

### Erlebnisausstellung
Die 2.000 m² große Ausstellung zeigt unter dem Motto einer Zeitreise – beginnend in der Urzeit – Exponate wie Aquarien und einen Eisberg-Gletscher.
Die Ausstellung wird mithilfe eines interaktiven Kopfhörersystems geleitet. Für Erwachsene stehen drei Zeitreisen zur Auswahl. Für Kinder gibt es eine eigene Reise: Mimi, die Maus und Krax, der Rabe begleiten die Kleinen mit lustigen Geschichten und kindgerechten Erklärungen durch die Erlebnis-Ausstellung. Sie besuchen z. B. den Dachs in seinem Bau und spüren Mäuse unter der Erde auf.

### Multivisionskino
Auf vier Leinwänden erklärt der Moderator Dirk Steffens das Phänomen der Alten Buchenwälder. Bildgewaltig versucht der Film den Gästen das UNESCO-Welterbe anschaulich zu vermitteln. „Die Wanderung der Alten Buchenwälder“ im Multivisionskino dauert 15 Minuten; der schneckenförmige Kinosaal bietet etwa 70 Zuschauern Platz.

### Außengelände
Auf dem Außengelände von 28.000 Quadratmetern befinden sich weitere Attraktionen für Kinder und Erwachsene, so etwa Kletterbäume, ein Spielhaus, Riesenschaukel, die Freilichtbühne mit dem Nationalpark-Theater (Aufführungen im Juli und August), eine Ausstellung über das Gemälde „Kreidefelsen auf Rügen“ von Caspar David Friedrich und das UNESCO-Welterbefenster.

### Wanderungen
Wander- und Radwege ermöglichen den Besuch des Nationalparks in eigener Verantwortung. Auch das Nationalpark-Zentrum bietet geführte Wanderungen und Kurzführungen an. Neben den Standardwanderungen gibt es thematische Wanderungen, die sich auch an den Jahreszeiten orientieren.

## Besonderheiten

### Behindertenfreundlichkeit
Das Nationalpark-Zentrum ist behindertenfreundlich eingerichtet. Durch Aufzüge gelangen auch Gehbehinderte und Rollstuhlfahrer in alle Räume der Ausstellung. Die Fußbodenbeläge sind rutschfest.
Alle Angebote im Außengelände sind für Rollstuhlfahrer zugänglich, mit Ausnahme des Königsstuhls. Direkt unter den Stufen zur Aussichtsplattform befindet sich ein Hünengrab aus der Bronzezeit, so dass aufgrund des Denkmalschutzes bauliche Veränderungen an dieser Stelle nicht möglich sind.
Der Pendelbus vom Parkplatz Hagen ist ein Niederflurbus und somit für Rollstuhlfahrer geeignet.
Für blinde Besucher gibt es das Faltblatt „Nationalpark Jasmund, Kreidefelsen am Meer“ in der Braille-Schrift.

### Hunde
Hunde sind im Nationalpark sowie auf dem Gelände des Zentrums erlaubt, wenn sie an der Leine geführt werden. Das Zentrumsgebäude darf auch mit Hunden betreten werden, jedoch sind die Erlebnisausstellung und das Multivisionskino für Hunde verboten, da diese Räume naturnah gestaltet wurden. Behindertenbegleithunde sind von dieser Regelung ausgenommen.

### Null-Emissions-Konzept
Das Nationalpark-Zentrum Königsstuhl wurde als Null-Emissionen-Haus konzipiert.
Die Stromversorgung des Hauses erfolgt über eine Photovoltaikanlage. Da das Zentrum an einem der sonnenreichsten Orte Deutschlands steht, kann die Anlage bis zu 18 kW erzeugen. Um die Erdwärme zur Energiegewinnung für Heizung, Klimaanlage und warmes Wasser zu nutzen, wurde auf dem Freigelände des Nationalpark-Zentrums eine Erdwärmeanlage installiert.
Durch neue Technologien wird der nachhaltige Umgang mit Trinkwasser gewährleistet. Das Entwässerungskonzept ist durch eine strikte Trennung der anfallenden Abwässer nach Grad der Verschmutzung bestimmt. Abwässer werden mittels Freigefälle abgeleitet, einem Fettabscheider zugeführt und zur Vorklärung der Pflanzenkläranlage zugeleitet. Das so gereinigte Wasser entspricht in seinen Grenzwerten der EU-Badewasserrichtlinie. Das gereinigte Wasser wird ausschließlich für eine Zweitnutzung als Spülwasser für Toiletten genutzt.

## Anreise / Wege im Nationalpark
Bis zum Großparkplatz Hagen kann man mit dem Auto bis auf ca. drei Kilometer an den Königsstuhl heranfahren. Von dort geht es mit dem Bus weiter. Alternativ lässt sich der Königsstuhl in etwa 45 Minuten auf einem gut ausgebauten Wanderweg zu Fuß erreichen. Um das Verkehrsaufkommen im Nationalpark zu reduzieren, wird empfohlen, schon außerhalb der Grenzen des Nationalparks auf Busse umzusteigen. Die Busse der VVR fahren direkt zum Nationalpark-Zentrum und bieten auch Kombitickets an.
Die wichtigste öffentliche Straße im Nationalpark führt von Sassnitz über Hagen und Nipmerow nach Lohme und zerschneidet den Nationalpark in Nord-Süd-Richtung. Diese Straße hat einen Abzweig beim Baumhaus Hagen nach Stubbenkammer und damit zum Nationalpark-Zentrum.
Dieser Abzweig ist jedoch zwischen 8:00 Uhr und 20:00 Uhr für den allgemeinen Fahrzeugverkehr gesperrt. Die Durchfahrt ist dann nur für Fahrradfahrer, Kutschen, Busse, Behindertenfahrzeuge, Ver- und Entsorgungsfahrzeuge sowie Fahrzeuge der Nationalparkverwaltung gestattet.
Innerhalb des Nationalparks und außerhalb der gekennzeichneten Flächen besteht ein grundsätzliches Park- und Halteverbot. Weitere Parkplätze befinden sich im Stadthafen-Parkhaus in Sassnitz und am Eingang zum Nationalpark neben der Stubbenkammerstraße.
Im Nationalpark gilt ein generelles Wegegebot. Besucher wandern vor allem in der Stubbenkammer, der Waldhalle und am Hochufer. Dort gibt es gut beschilderte Wanderwege mit einer Gesamtlänge von 43 Kilometern. Bei der Erschließung der Natur zu Fuß gilt der Leitgedanke des Nationalparks. Dieser besagt, dass möglichst große und zusammenhängende Ruhezonen geschaffen und erhalten werden.
Um an den Strand zu gelangen, gibt es drei Abstiege vom Hochuferweg. Die Holztreppen befinden sich am Hankenufer zwischen Lohme und dem Königsstuhl, am Kieler Ufer und am Hengst. Zwei weitere Abstiege außerhalb des Nationalparks befinden sich an der Nationalpark-Grenze zu Sassnitz am Wedding, ein anderer in Lohme. Zugelassen sind nur diese Abstiege.